# Atri
Atri község (comune) Olaszország Abruzzo régiójában, Teramo megyében.

## Fekvése
A megye délkeleti részén fekszik. Határai: Castilenti, Cellino Attanasio, Città Sant’Angelo, Elice, Montefino, Morro d’Oro, Notaresco, Pineto, Roseto degli Abruzzi és Silvi.

## Története
Valószínűleg Dalmáciából érkező illírek alapították az i. e. 10 – 9. században Hatria néven. Nevét Hadranusról, egy illír istenségről kapta. Az i. e. 7. században picenusok fennhatósága alá került. Jelentős kereskedelmet folytatott úgy a görögökkel, mint az etruszkokkal. I. e. 289-ben a rómaiak hódították meg. A Nyugatrómai Birodalom bukása után hanyatlásnak indult. A 12. században a longobárd Spoletói Hercegség, majd később, a Nápolyi Királyság része volt. Nemesi családok birtokolták.

## Népessége
A népesség számának alakulása:

## Főbb látnivalói
- Santa Maria Assunta-katedrális - .a 13. században épült
- Santa Chiara d’Assisi-templom
- San Francesco d’Assisi-templom
- San Giovanni Battista-templom
- San Agostino-templom
- Palazzo Ducale (egykori hercegi palota)
- a római színház romjai
- a világháborúk hőseinek emlékműve